# Trzy kroki od siebie (powieść)
Trzy kroki od siebie (ang. Five Feet Apart) – amerykańska powieść z gatunku young adult, napisana przez Rachael Lippincott we współpracy z  Mikkim Daughtry i Tobiasem Iaconis. Jest nowelizacją filmu o tym samym tytule, który miał swoją premierę w marcu 2019. Książka została wydana w listopadzie 2018 nakładem Simon & Schuster Books for Young Readers. Polska wersja ukazała się 15 maja 2019. Powieść tłumaczył Maciej Potulny. Książka opowiada historię miłości chorej na mukowiscydozę pary nastolatków.

## Fabuła
Płuca Stelli działają na około trzydzieści pięć procent swojej wydajności. W związku z tym siedemnastolatka pilnie czeka na przeszczep. Przez infekcje nie może jechać ze znajomymi na wycieczkę szkolną i musi przez pewien czas pobyć w szpitalu, w którym leczy się od dziecięcych lat. Tam spotyka Willa – odmawiającego leczenia chłopaka, który jest nosicielem groźnej bakterii. Przybył do szpitala kilka tygodni wcześniej i jest poddawany nowatorskiej terapii. Stella nie może znieść tego, że Will marnuje swoją szansę i próbuje zmusić go do zmiany zdania w związku z leczeniem. Między parą szybko rodzi się uczucie, jednak to z góry skazane jest na tragiczne zakończenie: przez swoją chorobę nastolatkowie muszą trzymać się około czterech kroków od siebie, aby nie zarazić się nawzajem swoimi bakteriami.

## Bohaterowie
- Stella – siedemnastoletnia, główna bohaterka książki. Poza mukowiscydozą ma również nerwicę natręctw. Bardzo dba o swoje leczenie i robi wszystko, aby przedłużyć swoje życie. Jest dokładna i lubiana. Samodzielnie stworzyła aplikację dla chorych, przypominającą o zażywaniu lekarstw.
- Will – osiemnastolatek, drugi z głównych bohaterów powieści. Zaraził się bakterią burkholderia cepacia, która jest niezwykle uciążliwa dla osób chorych na mukowiscydozę. Jego matka robi wszystko, by chłopak wyzdrowiał, jednak ten ma dosyć nieustającego leczenia. Ma talent do rysunku. Jest szczególnie zainteresowany karykaturami.
- Poe – najlepszy przyjaciel Stelli, ciepiący na tę samą chorobę, co ona.  Jego rodzice byli nielegalnymi imigrantami, w związku z czym zostali odesłani do Kolumbii. Poe został w USA, ponieważ przyszedł na świat w tym kraju. Uwielbia gotować i interesuje się piłką nożną. Jest gejem.
- Barb – pielęgniarka, opiekująca się Stellą od lat. Pilnuje, aby na oddziale wszyscy przestrzegali reguł.
- Julia – pielęgniarka. W trakcie akcji powieści jest w ciąży. Jest nieco mniej rygorystyczna od Barb.
- Dr Noor Hamid – lekarka prowadząca Stellę i Willa.
- Jason – najlepszy przyjaciel Willa, chłopak Hope.
- Hope – najlepsza przyjaciółka Willa, dziewczyna Jasona.
- Camilla – przyjaciółka Stelli.
- Mya – przyjaciółka Stelli.
- Erin – przyjaciółka Stelli.

## Odbiór
Książka zajęła pierwsze miejsce wśród bestsellerów New York Timesa, spędzając na liście dwadzieścia tygodni. W sierpniu 2019 na portalu Lubimy Czytać książka zdobyła ocenę 8,05/10 oraz 98 opinii czytelników. W tym samym miesiącu książka znajdowała drugie miejsce w TOP 100 wśród literatury dla młodzieży w sklepie Empik.com.